# Venti poesie d'amore e una canzone disperata
Venti poesie d'amore e una canzone disperata è una raccolta di poesie dello scrittore cileno Pablo Neruda.

## L'opera

### Titolo
Il titolo dell'opera, conosciuta in tutto il mondo come "Venti poesie d'amore e una canzone disperata" ( in lingua originale:Veinte poemas de amor y una canción desesperada),  fu rinominata varie volte da Pablo Neruda durante il processo di creazione. Il primo titolo pensato dal poeta fu Poesie di una donna e di un uomo ,in seguito cambiato in Dodici poesie d'amore e una canzone disperata. Questo testimonia che, nonostante i cambiamenti in corso d'opera, il tema centrale e la forma di scrittura furono, da subito, ben chiari allo scrittore. Tra il secondo titolo e quello definitivo esiste soltanto una differenza quantitativa, infatti il numero di poesie aumenta (da 12 a 20), ma la struttura rimane invariata. Si tratta di un titolo rivelatore, in cui il poeta permette al lettore di intuire il percorso narrativo contenuto nel libro: ci si troverà di fronte a venti poesie a tema amoroso e una "canzone disperata". Quest'ultima, isolata e differenziata dagli altri componimenti, ha un ruolo fondamentale, quello di sottolineare un altro grande tema sollevato da Neruda, la disperazione.

### Pubblicazione e successo
L'opera è stata scritta da Pablo Neruda all'età di 19 anni e pubblicata nel giugno del 1924. Si tratta dunque di un'opera adolescenziale,accolta positivamente dal pubblico e da gran parte della critica. Il suo successo è cresciuto progressivamente, fino a raggiungere in poco tempo i due milioni di copie vendute, diventando così una delle raccolte di poesie in lingua spagnola più importanti al mondo.
Tra le poche critiche negative, si accusava Neruda di non raccontare di vicende amorose vissute realmente. Il poeta non si difese pubblicamente, ma possiamo riportare a questo proposito un frase contenuta in una lettera inviata al quotidiano spagnolo "La Nación": " Solo he cantado mi vida y el amor de algunas mujeres queridas, como quien comienza por saludar a gritos grandes la parte más cercana del mundo. Traté de agregar cada vez más la expresion de mi pensamiento y alguna victoria logré: me puse en cada cosa que salió de mí con sinceridad y voluntad." , ossia, "Ho solo scritto della mia vita e dell'amore di alcune donne amate, come chi comincia con il salutare a grandi grida la parte più vicina del mondo. Ho cercato di unire ogni volta di più l'espressione al mio pensiero e ho ottenuto qualche vittoria: mi sono messo, in qualsiasi cosa che è uscita da me, con sincerità e volontà".

## Le poesie
L'unico componimento che possiede un titolo è l'ultimo, la "Canzone disperata", gli altri sono numerati; dunque, verranno nominati di seguito citandone il primo verso:
1. Corpo di donna, bianche colline, cosce bianche (Cuerpo de mujer, blancas colinas, muslos blancos)
2. Nella sua fiamma mortale, la luce ti avvolge (En su llama mortal la luz te envuelve)
3. Ah vastità di pini,rumore d'onde che si frangono (A vastedad de pinos,rumor de las olas quebrándose)
4. È il mattino pieno di tempesta (Es la mañana llena de tempestad)
5. Perché tu mi oda (Para que tú me oigas)
6. Ti ricordo com'eri nell'ultimo autunno (Te recuerdo como eras en el último otoño)
7. Chino sulle sere tiro le mie tristi reti (Inclinado en las tardes tiro mis tristes redes)
8. Bianca ape ronzi, ebbra di miele, nella mia anima (Abeja blanca zumbas,ebria de miel, en mi alma)
9. Ebbro di trementina e di lunghi baci (Ebrio de trementina y largos besos)
10. Abbiamo perso ancora questo crepuscolo (Hemos perdido aun este crepúsculo)
11. Quasi fuori dal cielo sì ancora tra le due montagne (Casi fuera del cielo ancla entre dos montañas)
12. Per il mio cuore basta il tuo petto (Para mi corazón basta tu pecho)
13. Sono andato segnando con croci di fuoco (He ido marcando con cruces de fuego)
14. Giochi tutti i giorni con la luce dell'universo (Juegas todos los días con la luz del universo)
15. Mi piaci quando taci perché sei come assente (Me gustas cuando callas porque estás como ausente)
16. Nel mio cielo al crepuscolo sei come una nube ( En mi cielo al crepúsculo eres como una nube)
17. Pensando,intrecciando ombre nella profonda solitudine (Pensando, enredando sombras en la profunda soledad)
18. Qui ti amo (Aquí te amo)
19. Bimba bruna e agile, il sole che fa la frutta (Niña morena y ágil, el sol que hace las frutas)
20. Posso scrivere i versi più tristi questa notte (Puedo ecribir los versos más tristes esta noche)
21. La Canzone disperata ( La Canción desesperada).

## Temi
I temi principali affrontati in quest'opera sono soprattutto l'amore, la donna amata e la natura, i quali però danno al poeta l'occasione di trascinare all'interno dei versi anche sentimenti come la nostalgia, la solitudine, la malinconia e l'abbandono.L'amore descritto è un amore che rispecchia il sentire tipico dell'adolescenza, dunque si dà molto spazio a termini che evidenzino la dimensione della sensualità e della passione; il giovane Neruda viene a contatto per la prima volta con il corpo di una donna, conosce quindi un corpo e un'identità diversi da sé e questo sarà fonte di sensazioni ed emozioni contrastanti, gioia e dolore, serenità e angoscia.
Il poeta non intende narrare dei fatti, degli episodi di vita, ma vuole esprimere attraverso le parole ciò che avviene nel suo mondo interiore. Si avverte da alcune espressioni, la sua condizione iniziale di solitudine, sconvolta poi dall'incontro con l'amore, il quale però poi lo abbandona e gli restituisce una nuova solitudine, differente da quella precedente.
Questa nuova condizione è illustrata dall'importante "Canzone disperata" che rappresenta il culmine del percorso compiuto dallo scrittore nell'opera. Essa fa luce sulla natura profonda di Neruda: anche in un momento di forte dolore, esiste in lui una grande vitalità che si esprime nell'istinto di viaggiare, nella necessità profonda di allontanarsi da tutto ciò che provoca in lui sofferenza.

### La donna amata
A ispirare queste poesie non è solo una donna, ma due o più donne amate dal poeta, delle quali Neruda si serve per creare una creatura ideale alla quale rivolgersi. Non si tratta però di un essere di fantasia passivo e dipendente dal creatore, ma di una donna autonoma che viene presentata al lettore solo come oggetto di amore. Infatti, non sono presenti parole pronunciate da lei.Attraverso dichiarazioni sulla propria poetica , lo stesso Pablo dichiarò che le donne cantate nella raccolta "Venti poesie d'amore e una canzone disperata furono soprattutto due :una ragazza di Temuco e una studentessa di Santiago che egli rinominò Marisol e Marisombra, rispettivamente Teresa Vásquez León e Albertina Rosa Azocár.
Gli aspetti della donna messi in rilievo dal poeta sono il corpo, gli occhi e la voce. L'opera si apre infatti proprio con le parole "Corpo di donna", a testimonianza dell'importanza di questo tema .
La relazione con l'amata non è sempre facile e ciò è dovuto all'anima solitaria e selvaggia del giovane scrittore come egli stesso scrive nella poesia 14: "Quanto ti sarà costato abituarti a me, alla mia anima sola e selvaggia, al mio nome che tutti allontanano". Si tratta di una relazione in cui fondamentali nella comunicazione sono il silenzio e le parole, argomento principale della poesia numero 5:
"Perché tu mi oda
le mie parole
a volte si assottigliano
come le orme dei gabbiani sulle spiagge.
Collana, sonaglio ebbro
per le tue mani dolci come l'uva.
E le vedo lontane le mie parole.
Più che mie esse son tue.
Si arrampicano sul mio vecchio dolore come l'edera.
Si arrampicano così sulle pareti umide.
Sei tu la colpevole di questo gioco sanguinoso.
Esse fuggono dal mio rifugio oscuro.
Tu riempi tutto, tutto.
Prima di te popolarono la solitudine che occupi,
e sono abituate più di te alla mia tristezza.
Ora voglio che dicano ciò che voglio dirti.
Perché tu oda come voglio che m'oda.
Il vento dell'angoscia ancora le trascina.
Uragani di sogni a volte ancora le abbattono.
Senti altre voci nella mia voce addolorata.
Pianto di vecchie bocche, sangue di vecchie suppliche.
Amami, compagna. Non abbandonare. Seguimi.
Seguimi, compagna, in quest'onda di angoscia.
Ma vanno tingendosi del tuo amore le mie parole.
Tu occupi tutto, tutto.
Ne farò di tutte una collana infinita
per le tue mani bianche, dolci come l'uva ".

### La natura
La natura occupa grande spazio all'interno dell'opera. Pablo Neruda si riferisce alla natura propria della sua infanzia e adolescenza, ossia al Sud del Cile. Essa però, non viene descritta o trattata come un personaggio, ma messa completamente al servizio dell'amore.Esiste una forte relazione tra la donna amata e la natura, illustrata attraverso continui paragoni, in particolar modo tra corpo e morfologia del paesaggio. Il poeta esalta la donna come creatura discendente direttamente dagli elementi della natura, in lei rivede i movimenti celesti, il principio della vita. Anche in assenza dell'amata, egli si serve del paesaggio che osserva per accedere al ricordo o per riflettere su di esso i propri desideri e sentimenti.